# Majd al-Dîn Baghdâdî
Majd al-Dîn Baghdâdî (en persan : مجدالدین بفدادی) est un maître soufi originaire de Baghdâdak, en Transoxiane, né en 1149 et membre de la tariqa Kubrâwiyya. Il fut initié par le fondateur de l'ordre, le maître Najm al-Dîn Kubrâ. Il meurt assassiné entre 1210 et 1219, selon les sources.

## Biographie
Très tôt il se forme à la médecine, suivant la voie de son père qui l'exerçait auprès du sultan Takash Il Arslân. Décrit comme fragile et d'apparence délicate, c'est lors d'une visite de la tombe d'Abû sa'ïd ibn Abû al-Khayr à Mayhana qu'il perçoit en lui l'amour divin et décide de s'orienter vers le soufisme. Envoyé en tant que médecin par le calife de Baghdâd auprès du prince de la province de Khwârazm, il s'affilie à Najm al-Dîn Kubrâ qui dirige un couvent (khanqah) dans cette région. Il reste une quinzaine d'années à ses côtés, suivant son enseignement, et devient l'un de ses disciples les plus appréciés, au point d'être considéré par le maître comme son propre fils. Autorisé à son tour à guider les disciples sur le chemin spirituel, Najm al-Dîn Kubrâ lui confie la direction de nombreux aspirants, parmi lesquels Radî al-Dîn 'Alî Lâlâ, ou encore Najm al-Dîn Dâyah Râzî,. 
Majd al-Dîn Baghdâdî est l'un des douze disciples à avoir reçu nommément de la part de Najm al-Dîn Kubrâ une autorisation de maîtrise spirituelle. Il est parfois considéré comme son successeur légitime, et son nom apparait dans la chaine « officielle » des maîtres de l'ordre kubrâwî. De récents travaux affirment également que Farîd-ud-Dîn 'Attâr aurait compté au nombre de ses disciples.

## Assassinat
Dans ses nafahat al uns, le maître soufi Jâmî raconte que la mère du sultan 'Alâ' al-Dîn Muhammad se rendait régulièrement auprès de Majd al-Dîn Baghdâdî. Le sultan, une nuit où il se trouvait ivre, apprit que sa mère allait l'épouser. Il ordonna sur le champ son exécution ; il fut jeté dans le fleuve et mourut. Najm al-Dîn Kubrâ en éprouva une immense tristesse. A l'annonce de la disparition de son disciple il déclara :
« Nous appartenons à Dieu et nous retournons à Lui  - (Coran 2,156) Ils ont jeté mon fils Majd al-Dîn à l'eau et il est mort »
Puis le maître demanda en prière à Dieu de retirer le royaume au sultan, à titre de prix du sang. Peu de temps après, Gengis Khân envahissait toute l'Asie Centrale.
Cette histoire est en partie attestée par une des lettres de Majd al-Dîn Baghdâdî, dans laquelle il déclare effectivement avoir épousé cette femme. D'autres sources rendent Fakhr al-Dîn Râzî responsable de cette fin tragique. Mais selon Paul Ballanfat, l'implication directe du philosophe semble peu probable au regard des dates. Ce dernier étant mort en 1209. Cependant, la tradition raconte qu'il fut très hostile aux soufis et particulièrement aux kubrâwîs. Il entretenait cette animosité aux côtés du sultan. Les disciples de Fakhr al-Dîn Râzî continuèrent, après sa mort, à alimenter cette hostilité à la cour et l'assassinat de Majd al-Dîn Baghdâdî en aurait été la conséquence désastreuse.

## Œuvre
De ses traités, on peut nommer la Tuhfa al-barrara fî ajwibat al-masâ'il al-'ashara (Offrande aux hommes pieux, en réponse à dix questions),, rédigée en arabe, dans lequel il commente les Dix fondements de la Règle de Najm al-Dîn Kubra. Il y aborde en particulier, le dhikr, la retraite (khalwa), les liens entre maître et disciples, ou encore les normes de la sainteté (walâya).
Deux épîtres rédigées en persan sont signalées par Stéphane Ruspoli : la Risâla fî as-sayr wa at-tayr (Epître sur le voyage et l'envol spirituel) et la Risâla fî al'uzla wa al-khalwa (Epître sur la retraite).
Egalement rédigée en persan, la Risāla fi's-safar (L'Epître du voyage spirituel), demeure le seul écrit de Majd al-Dîn Baghdâdî traduit en français. Dans cet opuscule, il énumère trois sortes de voyages, qui correspondent à trois types d'individus. Il s'attache principalement au cheminement vers Dieu qui conduit à l'illumination spirituelle grâce à la "Lumière mohammedienne".